# Chésopelloz
Chésopelloz (Tsèjopèlo  en patois fribourgeois) est une localité et une ancienne commune suisse du canton de Fribourg, située dans le district de la Sarine.

## Histoire
Le village de Chésopelloz est une propriété de l'Abbaye d'Hauterive depuis 1317, puis des Anciennes Terres fribourgeoises depuis 1442. En 1798, elle est intégrée au district de Fribourg, puis, en 1848, au district de la Sarine.
Le 1er janvier 2017, la commune de Chésopelloz a fusionné avec sa voisine de Corminboeuf, pour former la nouvelle commune de Corminboeuf.

## Géographie
Chésopelloz se trouve à quatre kilomètres à l'ouest de Fribourg, à proximité du district de la Broye et du lac de la Gruyère.
Chésopelloz mesure 162 ha. 6,6 % de cette superficie correspond à des surfaces d'habitat ou d'infrastructure, 66,9 % à des surfaces agricoles, 25,9 % à des surfaces boisées et 0,6 % à des surfaces improductives.
Chésopelloz appartient au Grand Fribourg, s'étend sur une longueur de 2 km et présente un paysage à caractère pastoral. Les deux versants de Chésopelloz convergent sur les rives de la Sonnaz. Le village se trouve à une altitude de 614 m et est bordé de forêts.
Les lieux habités de la commune se situent autour de la route la reliant à Corminboeuf. Les trois principaux sont Le Haut à l'entrée est de la commune, Le Village au milieu et Le Rafouet tout à l'ouest à la fin du village.

## Évolution du nom de la commune
- 1229 : Chissapenlo
- 1406 : Chesaupeusol
- 1445 : Chesaupello
- 1668 : Chesopelo
- 1755 : Zejopelloz

Ces anciens noms ont tous comme origine le mot casa. Penillo, deuxième partie de ces termes, est le nom de famille des propriétaires allemands d'une métairie à cet endroit. 

## Population

### Gentilé
Les habitants de la localité se nomment les Chésopellois.

### Démographie
Chésopelloz compte 123 habitants en 2022. Sa densité de population atteint 76 hab./km2.
Le graphique suivant résume l'évolution de la population de Chésopelloz entre 1850 et 2008 :